# 이병헌 (1896년)
이병헌(李炳憲, 1896년 11월 20일~1976년 1월 17일)은 일제강점기 신간회의 발기인 겸 간사로 활동한 독립운동가이다. 호는 석운(石雲)이다.

## 생애
1896년 11월 20일 경기도 평택에서 태어났다. 이후 보성전문학교 법과를 졸업하였다.
1919년 1월 중순경 손병희(孫秉熙)의 부탁으로 비폭력·대중화·일원화의 독립운동 3대 원칙을 기록해 동지들에게 전달하였다. 1919년 2월 중에 천도교 교단으로부터 독립운동 자금 5,000원을 인출해 이승훈(李昇薰)에게 전달해 기독교계의 독립만세운동을 지원하였다.
1919년 2월 27일 보성사(普成社)에서 3·1독립선언서의 인쇄를 돕고 이를 비밀리에 천도교당으로 운반한 후 다시 전국 각지에 배부케 하였다. 1919년 3월 1일 태화관(泰和館)에서 독립선언식을 거행할 때 당시 진행 상황을 기록하는 한편, 탑골공원에 모인 학생 및 시민과의 연락을 담당하였다. 1919년 3월 1일 서울 시내 곳곳에서 벌어진 시위와 3월 5일 남대문역 앞에서 전개된 만세시위에도 참여하였다. 이후 체포된 민족대표들의 가족들에게 생활비를 지원하기도 하였다.
1927년 2월 신간회가 창립되자 발기인 겸 간사로 활동했다.
1945년 해방 후에는 한국민주당에 참여했고, 민주의원의 서무과장, 국립경찰전문학교 교수 겸 총무과장, 대한행정신문사장을 거쳤다.
1960년에 평택에서 민주당 소속으로 출마해 민의원에 당선되었다.
1969년에는 《신동아》에 〈신간회운동(新幹會運動)〉이라는 회고록을 발표하기도 하였다. 천도교 교역자로 중앙총부와 천도교 청년동맹 경성지부에서 시무한 바 있었다.
1976년 1월 17일 사망하였다.

## 사후
1993년 건국훈장 애족장이 추서되었다.

## 역대 선거 결과
|  | 0% |

|  | 24.56% |

|  | 18.92% |

|  | 28.02% |

|  | 6.72% |

## 저서
- 《삼일운동비사(三一運動秘史)》(시사시보사출판국, 1959)